# Joseph Augustus
Joseph Augustus, bijgenaamd Pipke (14 januari 1898 - 12 mei 1975) was een Belgisch voetballer die speelde als middenvelder. Hij voetbalde in Eerste klasse bij Antwerp FC en speelde vijf interlandwedstrijden met het Belgisch voetbalelftal.

## Loopbaan
Joseph Augustus was de jongere broer van Frans (1896-1949) en Albert Augustus (1894-1916) die eveneens goede voetballers zouden worden. Hij speelde vanaf 1910 samen met Frans bij de jeugd van CS Anversois. Beiden maakten in 1912 de overstap naar Antwerp FC waar Albert reeds speelde.
In volle oorlogsperiode debuteerde Joseph in 1915 als middenvelder in het eerste elftal van Antwerp FC. Omdat de Belgische voetbalcompetitie stillag, speelde Augustus enkel vriendschappelijke wedstrijden met de ploeg. Bij de hervatting van de competitie in 1919 verwierf hij onmiddellijk een basisplaats in de ploeg die in Eerste klasse uitkwam. Antwerp eindigde op de vierde plaats en zou de volgende seizoenen sterkere en zwakkere prestaties afwisselen.
In 1921 werd Augustus geselecteerd voor het Belgisch voetbalelftal. Hij speelde op 5 mei van dat jaar de thuiswedstrijd tegen Italië die met 2-3 werd verloren. Pas in het seizoen 1924-1925 kreeg Augustus opnieuw speelgelegenheid in de nationale ploeg. Dat seizoen speelde Antwerp een sterk seizoen en eindigde als vicekampioen na Beerschot. Hij speelde dat seizoen nog vier wedstrijden met het Belgisch voetbalelftal maar kon niet scoren.
Nadien kreeg Augustus het moeilijker om een basisplaats bij zijn club te verwerven. In het seizoen 1925-1926 speelde hij nog 16 competitiewedstrijden, in het daaropvolgende seizoen nog slechts 4. Zijn laatste wedstrijd was de uitwedstrijd op Club Brugge op 20 maart 1927. Nadien kreeg hij geen speelkansen meer.
In de zomer van 1928 zette Augustus een punt achter zijn voetballoopbaan op het hoogste niveau. In totaal speelde hij 207 wedstrijden voor Antwerp FC waarvan 124 wedstrijden in Eerste klasse. In totaal scoorde hij 15 competitiedoelpunten. Hij ging daarna nog voetballen bij Sint-Ignatius SC Antwerpen dat naar de provinciale reeksen was gedegradeerd.